# Compagnie nationale des mines de France
Pour les articles homonymes, voir Compagnie.
Début 2014, le gouvernement français annonce un projet de  Compagnie nationale des mines de France (CMF). Le projet a depuis été abandonné.

## Historique, précédents
En 1946, à la sortie de la Seconde Guerre mondiale et dans le cadre de la reconstruction l'Assemblée nationale française a décidé de nationaliser le secteur des combustibles minéraux et de créer Charbonnages de France (Auparavant, l'exploitation des mines de charbon était confiée à des compagnies minières de droit privé, bénéficiant de concessions).
L'INERIS est l'organisme spécialisé dans le risque minier et industriel et le BRGM joue en France un rôle majeur dans de domaines de la connaissance du sous-sol et de la cartographie des ressources.
La France a été durant quelque temps premier producteur mondial d'arsenic et l'un des leaders en termes de production de germanium et elle posséderait encore d'importantes réserves de fluorine et de barytine. À la fin du XXe siècle, pour des raisons de rentabilité et de risques sanitaires et de pollution, de nombreuses mines ferment au profit d'une augmentation des achats de charbon et de métaux et métalloïdes à l'étranger. Pour des raisons similaires ou proches, de grandes usines de raffinage des métaux ferment en laissant de lourdes séquelles sociales et environnementales (Métaleurop-Nord à Noyelles-Godault et Courcelles-lès-Lens, Métal-Blanc à Bourg-Fidèle...)
Le vendredi 21 février 2014, Arnaud Montebourg (ministre du Redressement productif) annonce la création prochaine d'une Compagnie nationale des mines de France. Si ce projet aboutit, cette compagnie sera la première entreprise publique créée par l'État français depuis 20 ans (le précédent était le Laboratoire français du fractionnement et des biotechnologies créé par le gouvernement Bérégovoy (1992-1993).

## Objectifs et missions
Cette Compagnie devrait être chargée « en respectant les aspirations environnementales de nos concitoyens » de poursuivre l'exploration des sous-sols français métropolitain et d'outre mer (« Elle accompagnera aussi l'exploitation du sous-sol de nos territoires d'outre-mer, comme en Guyane, où nous disposons de réserves d'or considérables et où sévit un orpaillage sauvage ; Là-bas c'est la loi de la jungle dans le secteur minier », en profitant de nouvelles technologies d'exploration et de détection.
Une seconde mission sera de « trouver des partenaires pour l'exploitation, plus coûteuse, de ces ressources. La CMF pourra soit prendre des participations dans des sociétés minières soit travailler de pair avec d'autres gouvernements ». Le ministre a précisé avoir « demandé à Areva et Eramet s'ils voulaient participer, mais ils ne souhaitaient pas abandonner leur stratégie de niche et exploiter seulement l'uranium pour Areva et le manganèse et le nickel pour Eramet ».
Selon le ministre la nouvelle Compagnie proposera aussi ses services à des pays étrangers en Asie centrale et Amérique du Sud et dans les pays francophones d'Afrique (« Les pays d'Afrique francophone, notamment, aimeraient travailler avec nous plutôt que d'avoir affaire à des multinationales étrangères » telles que le groupe anglo-australien Rio Tinto ou le groupe brésilien Vale).
Elle viserait les ressources minières traditionnelles ainsi que de nouvelles ressources (lithium et terres rares...), pour contribuer à l'indépendance des approvisionnements français en matières premières dans un contexte de croissance régulière des prix, notamment pour les ressources qui ont été surexploitées ou sont naturellement rares (hydrocarbures fossiles, métaux rares), la hausse des cours pouvant aussi rendre plus rentables certaines mines françaises fermées dans la seconde moitié du XXe siècle par manque de compétitivité.

## Budget
La compagnie serait initialement dotée d'un budget de 200 à 400 millions d'euros sur cinq à sept ans, apportés d'une part par l'agence des participations de l'État et d'autre part par le bureau de recherches géologiques et minières (BRGM).

## Réactions
- Rétablir une activité minière nationale dans un secteur mondialisé et fortement contrôlé par quelques multinationales pourrait être lent et difficile, d'autant que la France a depuis les années 1960 perdu le savoir-faire industriel nécessaire. De plus, le code minier est à réformer ou simplifier et cette industrie est souvent source de pollution et de risques sanitaires ;
- Certains craignent ou avancent que cette compagnie pourrait aussi être utilisée pour exploiter des hydrocarbures non conventionnels dont le gaz de schiste, François Hollande a promis durant la dernière conférence environnementale que le pays n'explorerait pas les gaz de schiste « avant la fin de son mandat »[4] ;

« La CFM permettrait aux pouvoirs publics de contrôler directement les opérations, dans des conditions beaucoup plus faciles que si les permis relevaient d'un acteur privé », commente un spécialiste du secteur interrogé par le Figaro qui ajoute que « aux yeux de l'opinion publique aussi, il serait plus facile d'expliquer que l'État gère en propre le sous-sol français ».